# Bergambacht
Bergambacht – dawna gmina w prowincji Holandia Południowa w Holandii. W skład gminy wchodziły miejscowości Ammerstol, Bergambacht i Berkenwoude. 1 stycznia 2015 gmina została zniesiona a jej obszar przyłączono do nowo utworzonej gminy Krimpenerwaard.